# Nevada
Nevada este un stat al Statelor Unite ale Americii care se găsește în partea central-vestică a acestora.  În secolul al XIX-lea a fost mai ales cunoscut în perioada "goanei după argint", urmând "goanei după aur" din California și, mai târziu, din Alaska, iar după ce de-al doilea război mondial a devenit cunoscut în întreaga lume pentru legalizarea extensivă și intensivă a jocurilor de noroc și a industriei aferente acestora (gaming industry).

## Climă
Clima statului Nevada este însorită și uscată, cu variatii mari de temperatura de la o zi la alta. Temperatura normală de zi cu zi la Reno este de 49 °F (9 °C), variind de la 32 °F (0 °C) în ianuarie până la 69 °F (21 °C) în luna iulie. Cea mai ridicata temperatura din toate timpurile, 125 °F (52 °C), a fost stabilita la Laughlin pe 29 iunie 1994; iar cea mai scazuta nivel -50 °F (-46 °C), la San Jacinto pe 8 ianuarie 1937.
Nevada este cel mai secetos stat în SUA, cu precipitații medii anuale (1971-2000) de 7,5 in (19 cm) la Reno. Ninsoare este abundenta la munte, cu toate acestea, ajungând la 60 in (152 cm) pe an pentru cele mai înalte vârfuri.

## Demografie

### 2010
Populația totală a statului în 2010: 2,700,551
Structura rasială în conformitate cu recensământul din 2010:
- 66.2% Albi (1,786,688)
- 8.1% Negri (218,626)
- 1.2% Americani Nativi (32,062)
- 7.2% Asiatici (195,436)

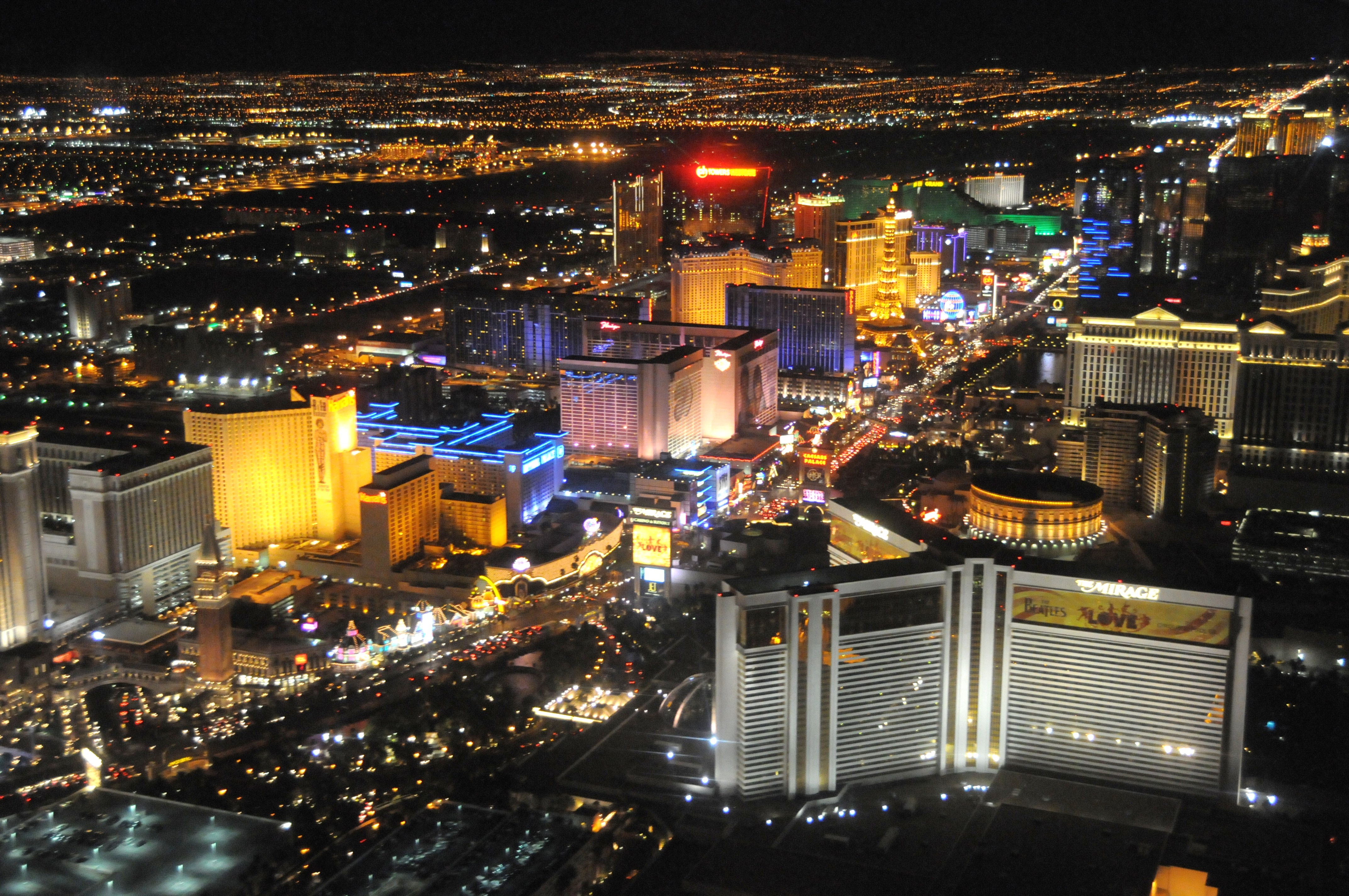
Las Vegas cel mai mare oraș al statului

- 0.6% Hawaieni Nativi sau locuitori ai Insulelor Pacificului (16,871)
- 4.7% Două sau mai multe rase (126,075)
- 12.0% Altă rasă (324,793)
- 26.5% Hispanici sau Latino (de orice rasă) (716,501)

## Educație

### Oameni faimoși din Nevada
- Andre Agassi - jucător de tenis de câmp
- Art Bell - realizatorul și prezentatorul emisiunii radio Coast To Coast AM
- Kurt Busch și Kyle Busch - șoferi de viteză NASCAR
- Walter van Tilburg Clark - scriitor
- Michael Chang - jucător de tenis de câmp
- Brandon Flowers - cântăreț
- Jenna Jameson - actriță filme porno
- Jack Kramer - jucător de tenis de câmp
- Paul Laxalt - politician
- Robert Laxalt - scriitor
- Greg Maddux -  jucător de baseball din Major League
- Pat Nixon - Primă Doamnă
- Harry Reid - Liderul minorității Senatului (Senate Minority Leader)
- Edna Purviance - actriță
- Steve Wynn - proprietar de cazinou
- Barry Zito -  jucător de baseball din Major League

O istorie fictivă (conținând multe fapte adevărate), intitulată Nevada a fost scrisă de Clint McCullough.